# Lianella Carell
Pour les articles homonymes, voir Carell.
 (juin 2025).
Lianella Carell, née le 6 mai 1927 à Rome dans la région du Latium et morte dans la même ville le 19 décembre 2000, est une actrice, scénariste, romancière et journaliste italienne.

## Biographie
Lianella Carell naît à Rome. Elle débute comme journaliste pour la branche radiophonique de la Rai. Elle écrit des comédies, remporte un prix de poésie, le premio vendimia, et travaille sur les programmes culturelles de la chaîne ce qui l'amène à fréquenter le monde du spectacle de la ville.
En 1948, elle sollicite le réalisateur Vittorio De Sica pour une interview. À la recherche d'acteurs et d'actrices non professionnels pour son prochain film, ce dernier l'engage comme actrice pour son drame néo-réaliste Le Voleur de bicyclette (Ladri di biciclette). Elle y joue le rôle de Maria Ricci, la femme d'Antonio (Lamberto Maggiorani) et la mère de Bruno (Enzo Staiola).
Elle participe par la suite à dix-sept films entre 1948 et 1958. En 1950, elle joue notamment dans la comédie policière Benvenuto, reverendo! d'Aldo Fabrizi puis prend part à l'unique film de Curzio Malaparte, Le Christ interdit (Il Cristo proibito). Elle tourne ensuite pour et avec Eduardo De Filippo dans la comédie Ragazze da marito avant de se voir offrir par Guido Brignone l'un des principaux rôles du drame génois Processo contro ignoti. Elle prend également part au film policier Une femme a tué (Una donna ha ucciso) de Vittorio Cottafavi avec Frank Latimore et Umberto Spadaro.
Elle apparaît ensuite dans l'un des sketches de la comédie L'Or de Naples (L’oro di Napoli) de Vittorio De Sica en 1954 puis tourne à nouveau pour Vittorio Cottafavi dans le drame Femmes libres (Una donna libera).
En 1956, elle publie un premier roman. Après un dernier rôle dans la comédie Gli zitelloni de Giorgio Bianchi, elle quitte le métier d'actrice en 1958. Elle collabore ensuite avec la Rai à l'écriture de divers programmes pour le groupe et écrit des scénarios pour le cinéma.
Elle décède en 2000 à l'âge de 73 ans.

## Filmographie

### Comme actrice
- 1948 : Le Voleur de bicyclette (Ladri di biciclette) de Vittorio De Sica
- 1950 : Benvenuto, reverendo! d'Aldo Fabrizi
- 1950 : Police en alerte (I Falsari) de Franco Rossi
- 1951 : Le Christ interdit (Il Cristo proibito) de Curzio Malaparte
- 1952 : Une femme a tué (Una donna ha ucciso) de Vittorio Cottafavi
- 1952 : Ragazze da marito d'Eduardo De Filippo
- 1952 : C'est la faute au grisbi (Processo contro ignoti) de Guido Brignone
- 1953 : Affaires de fou (Cose da pazzi) de Georg Wilhelm Pabst
- 1953 : Viva il cinema! d'Enzo Trapani
- 1953 : Viva la rivista d'Enzo Trapani
- 1954 : Desiderio 'e sole de Giorgio Pàstina
- 1954 : Lettera napoletana de Giorgio Pàstina
- 1954 : L'Or de Naples (L’oro di Napoli) de Vittorio De Sica
- 1954 : Femmes libres (Una donna libera) de Vittorio Cottafavi
- 1955 : Les Vitriers (Il piccolo vetraio) de Giorgio Capitani
- 1955 : Accadde al penitenziario de Giorgio Capitani
- 1958 : Sérénade au canon (Pezzo, capopezzo e capitano) de Wolfgang Staudte
- 1958 : Gli zitelloni de Giorgio Bianchi

### Comme scénariste
- 1958 : Amour et Ennuis (Amore e guai) d'Angelo Dorigo
- 1965 : Moi, moi, moi et les autres (Io, io, io... e gli altri) d'Alessandro Blasetti
- 1968 : Rome comme Chicago (Roma come Chicago) d'Alberto De Martino
- 1969 : Perversion (Femmine insaziabili) d'Alberto De Martino
- 1974 : Péchés en famille (Peccati in famiglia) de Bruno Gaburro

### Roman
- La Pelicana (1956)

## Sources
- (it) Roberto Poppi et Enrico Lancia, Le attrici, Rome, Gremesse, 2003 (ISBN 88-8440-214-X), p. 65-66.
- (en) Jill Nelmes et Jule Selbo, Women Screenwriters : An International Guide, Houndmills/New York, Palgrave Macmillan, 2015, 944 p. (ISBN 978-1-137-31236-5).
- (en) Christopher Wagstaff, Italian Neorealist Cinema : An Aesthetic Approach, Toronto, University of Toronto Press, 2007, 317 p. (ISBN 978-0-8020-9520-6, lire en ligne), p. 172.